# Tolly Molly
Tolly Molly is een attractie in het Nederlandse attractiepark Toverland. De watercarrousel is in 2013 geopend en is gebouwd door Metallbau Emmeln. De attractie bevindt zich in de Magische Vallei.
Tolly Molly is een erg rustige draaimolen op het water. Hoewel het wel een watercarrousel is, kan je er niet nat in worden. 

## Trivia
- In juni 2022 viel een jongen van 5 jaar in het water na het uitstappen. [1]
- In de winterpauze van januari 2024 werden de onderdelen gestraald en opnieuw geverfd. De attractie werd heropend na anderhalve maand sluiting.

Lijst van attracties in Attractiepark Toverland · Afbeeldingen